# Allium fibrillum
Allium fibrillum es una especie de planta bulbosa del género Allium, perteneciente a la familia de las amarilidáceas, del orden de las Asparagales. Es originaria de América del Norte.

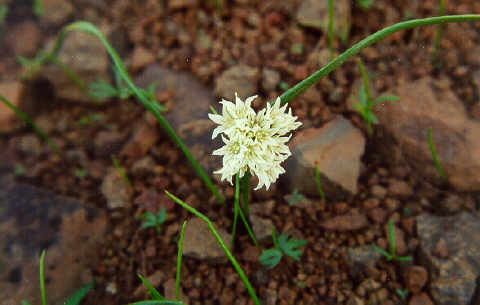
Inflorescencia

## Descripción
Allium fibrillum tiene 1 a 5 bulbos no agrupados, con grueso rizoma principal, ± globoso, de color marrón, membranoso. Las hojas persistente, con las vainas que no se extienden muy por encima de la superficie del suelo, la lámina sólida y plana, lineal, canalizada, de 24.7 cm x 0,5-3 mm, con los márgenes enteros. Escapos persistentes, solitarios, erectos, sólidos, cilíndricos o ligeramente aplanados de 15.3 cm x 0,5-2 mm. Umbela persistente, erecta y compacta, con 10-20-flores, hemisférica a globosa. Flores acampanadas, de 5-8 mm; con los tépalos erectos, de color blanco con nervaduras prominentes de color verdoso o rosado. El número cromosomático es de 2n = 14.

## Distribución y hábitat
Florece desde mayo hasta julio en suelos húmedos, poco profundos, a una altitud de 300 - 2600 metros, en Idaho, Montana, Oregón y Washington.
Allium fibrillum se asemeja mucho a Allium madidum pero no tiene un grupo de bulbos basales.

## Taxonomía
Allium fibrillum fue descrita por M.E.Jones ex Abrams y publicado en Illustrated Flora of the Pacific States 1: 393, en el año 1923.
Etimología
Allium: nombre genérico muy antiguo. Las plantas de este género eran conocidos tanto por los romanos como por los griegos. Sin embargo, parece que el término tiene un origen celta y significa "quemar", en referencia al fuerte olor acre de la planta. Uno de los primeros en utilizar este nombre para fines botánicos fue el naturalista francés Joseph Pitton de Tournefort (1656-1708).
fibrillum: epíteto latino que significa "con fibras".
Sinonimia
- Allium collinum Douglas ex S.Watson
- Allium collinum Douglas[5]